# Markus Koch (Journalist)
Markus Koch  (* 10. April 1971 in Königstein im Taunus) ist ein deutscher Fernsehjournalist, Produzent und Sachbuchautor. Bekannt wurde er ab 1996 durch seine Berichte von der New Yorker Börse für den Fernsehsender n-tv. Seit 2007 produziert Koch in New York City und Berlin eigene Web- und Fernsehformate. Neben zahlreichen Nominierungen, wurde der gebürtige Hesse vom Deutschen Derivate-Verband zum Journalisten des Jahres 2019 ausgezeichnet. 2017 wurde seine Talkreihe Auf der Couch by Markus Koch von der Friedrich und Isabel Vogel-Stiftung für herausragenden Wirtschaftsjournalismus ausgezeichnet.

## Leben und Karriere
Als Markus Koch acht Jahre alt war, wanderte seine Familie nach Liberia aus. Der Stiefvater, ein Chirurg, war dem Ruf des Präsidenten Tolbert gefolgt, der ihn zum persönlichen Leibarzt und zum Chefarzt des JFK-Krankenhauses in Monrovia machte. Drei Jahre später, im Jahr 1982, kehrten Koch und seine Mutter – ohne den Stiefvater, der alkoholabhängig geworden war – nach Deutschland zurück. Hier zogen die beiden wenig später in die hessische Kleinstadt Schlüchtern, wo sich die Großeltern zur Ruhe gesetzt hatten. Koch besuchte dort das Ulrich-von-Hutten-Gymnasium und entfaltete in dieser Zeit seine Börsenbegeisterung mit Teilnahme am Sparkassenbörsenspiel, Besuch von Fachvorträgen in Frankfurt am Main und einem Ferienjob bei Dean Witter. Nicht nur mit eigenem Geld, sondern auch mit dem von Verwandten und Lehrern ging Koch echte Aktienengagements ein. Nach zwischenzeitlichen Erfolgen machte er mit kreditfinanzierten Fehlspekulationen hohe Verluste. Er hatte im Alter von 19 Jahren einen Schuldenberg von mehr als 70.000 DM angehäuft.
Bei der Düsseldorfer Privatbank Trinkaus & Burkhardt begann er eine Banklehre. Wegen seiner angespannten finanziellen Lage ging er parallel einer Beschäftigung beim Brokerhaus Hornblower Fischer nach. Diese Doppelbelastung war jedoch nicht dauerhaft tragbar, weshalb er die Lehre abbrach und zunächst bei Hornblower weiterarbeitete. Mit dem Ziel, Broker zu werden, reiste er 1992 in die USA ein. In New York suchte er ein halbes Jahr vergeblich nach einer entsprechenden Anstellung; dabei hatte er keine Arbeitserlaubnis und galt aus Sicht der Einwanderungsbehörde als „illegal alien“ (illegaler Einwanderer).
Nachdem er kostenlos für Heiko Thiemes American Heritage Funds gearbeitet hatte, bekam Koch eine Stelle im Brokerhaus Bear Stearns. Koch sah in der nur spärlich vorhandenen deutschsprachigen Berichterstattung von der Wall Street eine Marktlücke, und so gründete er 1994 – zusammen mit einem Arbeitskollegen von Bear Stearns – die Presseagentur IRM Services. Anfang 1995 gab Koch die Stelle bei Bear Stearns auf. Im April 1996 begrüßte Koch zum ersten Mal die Fernsehzuschauer beim Nachrichtensender n-tv. Zu seinen Mitarbeitern gehörten in den folgenden Jahren Katja Dofel, die 1997 zu ihm stieß, und Jens Korte, der 1999 für ihn zu arbeiten begann. Im Jahr 1999 folgte auch die Umfirmierung der Agentur zu Wall Street Correspondents; im Jahr 2000 erwarb die Verlagsgruppe Handelsblatt eine 25-Prozent-Beteiligung an dem Unternehmen.
2008 wurde die Reportagereihe In 70 Tagen um die Welt auf n-tv ausgestrahlt, in der Markus Koch auf lockere Art über Wirtschaft und einzelne Unternehmen aus acht Ländern von vier verschiedenen Kontinenten berichtete. 2009 wurde Backstage Wall Street, ein Bildband erstellt von Koch und Dirk Eusterbrock, für den Deutschen Fotobuchpreis nominiert. Mit Iron Trader startete Koch 2011 einen Online-Trading-Contest, der Elemente aus Castingshow und Börsenspiel miteinander verbindet.
Koch ist des Weiteren Gründer des gemeinnützigen Vereins Börsianer handeln – Hilfsprojekt für Kinder und Schirmherr des Börsenführerscheins des Bundesverbandes der Börsenvereine an deutschen Hochschulen, der in ganz Deutschland bereits über 10.000 Mal absolviert wurde.
Nach der Scheidung von seiner ersten Frau im Jahr 2010 ist Markus Koch in zweiter Ehe mit einer Juristin verheiratet. Das Paar hat eine Tochter und lebt in der Nähe von New York City.
Seit Ende 2018 streamt er täglich auf seinem Youtube-Kanal seine Einschätzung bzw. Zusammenfassung der tagesaktuellen Börsenthemen, für die er sich 2019 ein Streamingstudio an der Wall Street hat einrichten lassen.

## Werke
- Erfolgsrezepte vom Börsenkoch, Finanzbuch-Verlag, München 2000, ISBN 3-932114-40-X
- Und wo sind die Yachten der Kunden? (als Herausgeber mit Fred Schwed), Finanzbuch-Verlag, München 2002, ISBN 3-89879-018-5
- Backstage Wall Street (mit Dirk Eusterbrock), Finanzbuch-Verlag, München 2008, ISBN 3-89879-369-9
- Endstation Parkett, Finanzbuch-Verlag, München 2010